# Luca Rota
Luca Rota (Ponte San Pietro, 24 giugno 1963) è un ex ciclista su strada italiano.
Professionista dal 1985 al 1993, conta quattro partecipazioni al Giro d'Italia.

## Carriera
Non ottenne vittorie da professionista. I principali piazzamenti furono il sesto posto al Giro di Lombardia e il nono posto alla Volta a Catalunya nel 1988. Fu ventiquattresimo al Giro d'Italia 1985, quinto miglior giovane.

## Piazzamenti

### Grandi Giri
- Giro d'Italia

1985: 24º
1986: non partito (20ª tappa)
1988: 52º
1989: ritirato (21ª tappa)

### Classiche monumento
- Giro di Lombardia

1988: 6º